# クック諸島の首相
クック諸島の首相（クックしょとうのしゅしょう）は、 ニュージーランドと自由連合関係にあるクック諸島におけるニュージーランド国王の政府を率いる責任をもつ役職である。自治政府が設立された1965年に設置された。
元来は"Premier"という役職名であったが、1981年に"Prime Minister"と変更された。"Premier"はカナダやオーストラリアの州やイギリス領ヴァージン諸島など主権国家以外の政治主体の政府の長の官職名として用いられることが多い。。

## 歴代の首相一覧
| 代 | 氏名                                                 | 就任日         | 退任日         | 政党             |
| -- | ---------------------------------------------------- | -------------- | -------------- | ---------------- |
| 初 | アルバート・ヘンリー Albert Royle Henry              | 1965年8月4日   | 1978年7月25日  | クック諸島党     |
| 2  | トム・デイビス Thomas Robert Alexander Harries Davis | 1978年7月25日  | 1983年4月13日  | 民主党           |
| 3  | ジョフリー・ヘンリー Geoffrey Arama Henry            | 1983年4月13日  | 1983年11月16日 | クック諸島党     |
| 4  | トム・デイビス Thomas Robert Alexander Harries Davis | 1983年11月16日 | 1987年7月29日  | 民主党           |
| 5  | ププケ・ロバティ Pupuke Robati                       | 1987年7月29日  | 1989年2月1日   | 民主党           |
| 6  | ジョフリー・ヘンリー Geoffrey Arama Henry            | 1989年2月1日   | 1999年7月29日  | クック諸島党     |
| 7  | ジョー・ウィリアムス Joe Williams                    | 1999年7月29日  | 1999年11月18日 | クック諸島党     |
| 8  | テレパイ・マオアテ Terepai Tuamure Maoate            | 1999年11月18日 | 2002年2月11日  | 民主連合党       |
| 9  | ロバート・ウーントン Robert Woonton                  | 2002年2月11日  | 2004年12月11日 | 民主連合党       |
| 10 | ジム・マルライ Jim Marurai                           | 2004年12月14日 | （2005年）     | 民主連合党       |
| 10 | ジム・マルライ Jim Marurai                           | （2005年）     | （2006年）     | クック諸島第一党 |
| 10 | ジム・マルライ Jim Marurai                           | （2006年）     | 2010年11月29日 | 民主党           |
| 11 | ヘンリー・プナ Henry Tuakeu Puna                     | 2010年11月30日 | 2020年10月1日  | クック諸島党     |
| 12 | マーク・ブラウン Mark Brown                          | 2020年10月1日  | （現職）       | クック諸島党     |